# Diekplous

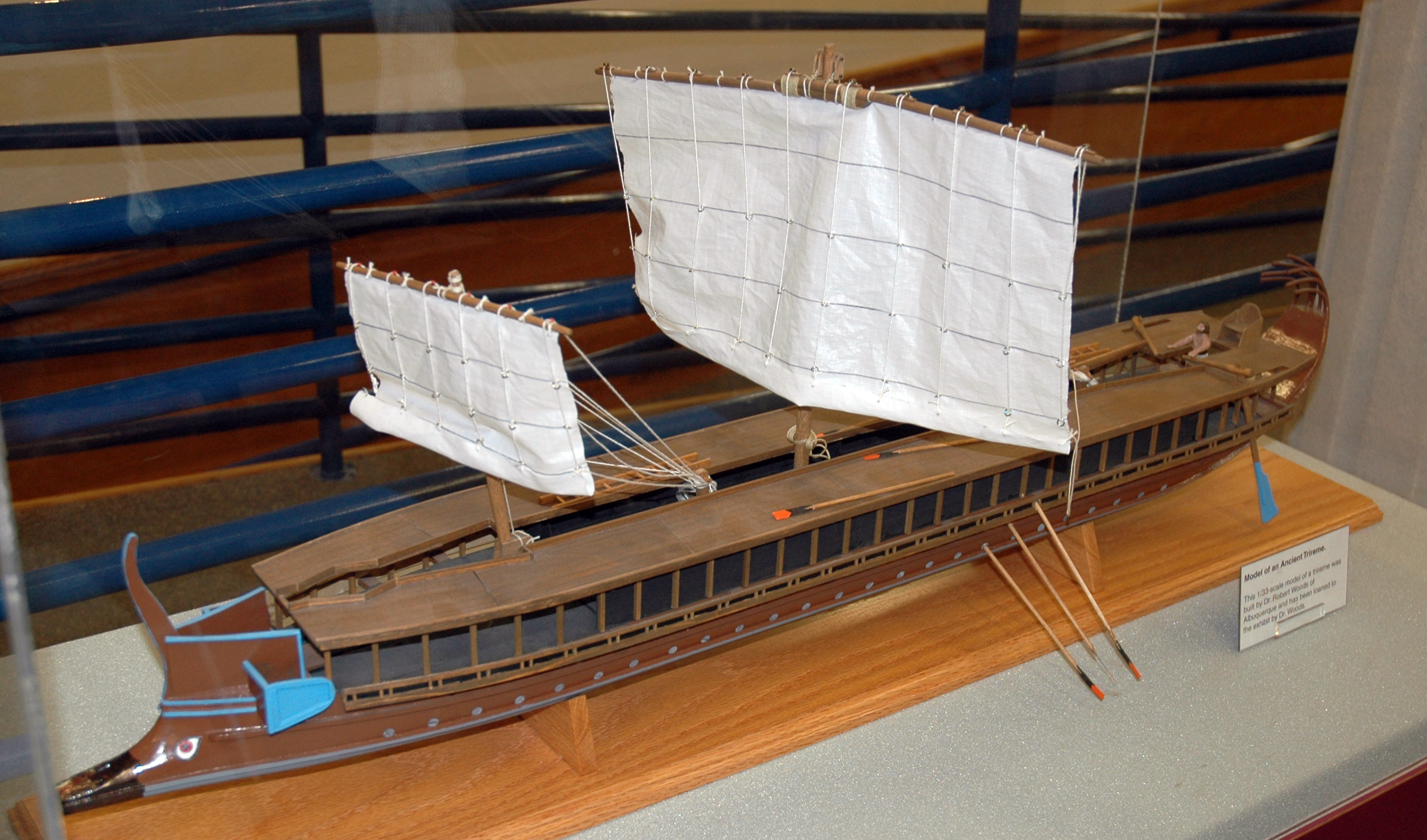
Trirreme griego con espolón.

El diekplous (en griego antiguo: διέϰπλους) fue una antigua maniobra naval griega, un gran penetración en las líneas enemigas en largas líneas, donde los trirremes mediante líneas discontinuas, giraban y embestían con el espolón los flancos de los barcos enemigos. Requería coordinación, respuesta rápida, y una ejecución limpia. Los atacantes avanzaban en fila india o en escuadras en igual formación, y pretendían que las líneas adversarias quedaran muy espaciadas. Un solo barco podía abrir un agujero por el que el resto de la flota podría seguirlo, pero el diekplous era una maniobra de la flota.
El adiestramiento de los remeros era esencial para conseguir la ejecución del diekplous y se practicaba entre líneas amigas.
Cuando las flotas se encontraban, dos formaciones se colocaban antes de la batalla, una intentando ejecutar el diekplous y la otra intentando frustrarla con el periplous. En consecuencia, podía ser capaz de conseguir el diekplous la flota más rápida, poseyendo una ventaja táctica. Algunos especialistas, como A. J. Holladay, creen que la ruptura de los remos del enemigo era el objetivo del diekplous, en lugar de embestir el casco. Si ese era el caso, se podría poner a un enemigo fuera de combate sin arriesgarse a que los espolones de las naves atacantes quedaran clavados en los cascos de los barcos enemigos. También permitiría a los atacantes pasar y salir muy rápidamente. Otros arguyen que el diekploús no era posible en realidad. Anderson afirma que «el paso de la flota más maniobrable y de más rápido movimiento en línea hacia delante tenía que ocurrir a través de «un lugar preestablecido de antemano» de la línea del enemigo». Esta es una teoría interesante, porque parece exigir que el enemigo debía ser cómplice en la «organización previa», y debía estar dispuesto a permitir que una procesión de barcos de guerra enemigos navegara a través de sus barcos sin interferencias. La respuesta más aceptada consiste en el hecho de que los barcos tenían que navegar aparte y que los más rápidos podrían afluir a través del enemigo rápidamente.